# Gare de La Couronne-Carro
Pour les articles homonymes, voir Gare de La Couronne.
La gare de La Couronne-Carro est une gare ferroviaire française de la ligne de Miramas à l'Estaque, située sur le territoire de la commune de Martigues, dans le département des Bouches-du-Rhône, en région Provence-Alpes-Côte d'Azur. Elle est établie au sud de la commune, en bordure du village de La Couronne, à l'extrémité ouest de la chaîne de l'Estaque, dominant l'anse du Verdon et le cap Couronne, qui marque l'extrémité de la Côte Bleue. Elle est voisine du petit port de Carro, qui fait aussi partie de la commune de Martigues. C'est l'une des trois gares en service sur la commune.
C'est une halte voyageurs de la Société nationale des chemins de fer français (SNCF) desservie par des trains TER PACA (Ligne 7 : Miramas - Marseille-Saint-Charles, via Istres, Fos-sur-Mer, Port-de-Bouc, Croix-Sainte, Martigues, La Couronne, Sausset-les-Pins, Carry-le-Rouet...).

## Situation Ferroviaire
Établie à 34 m d'altitude, la gare de La Couronne-Carro est située au point kilométrique (PK) 846,132 de la ligne de Miramas à l'Estaque, entre les gares de Martigues et de Sausset-les-Pins.

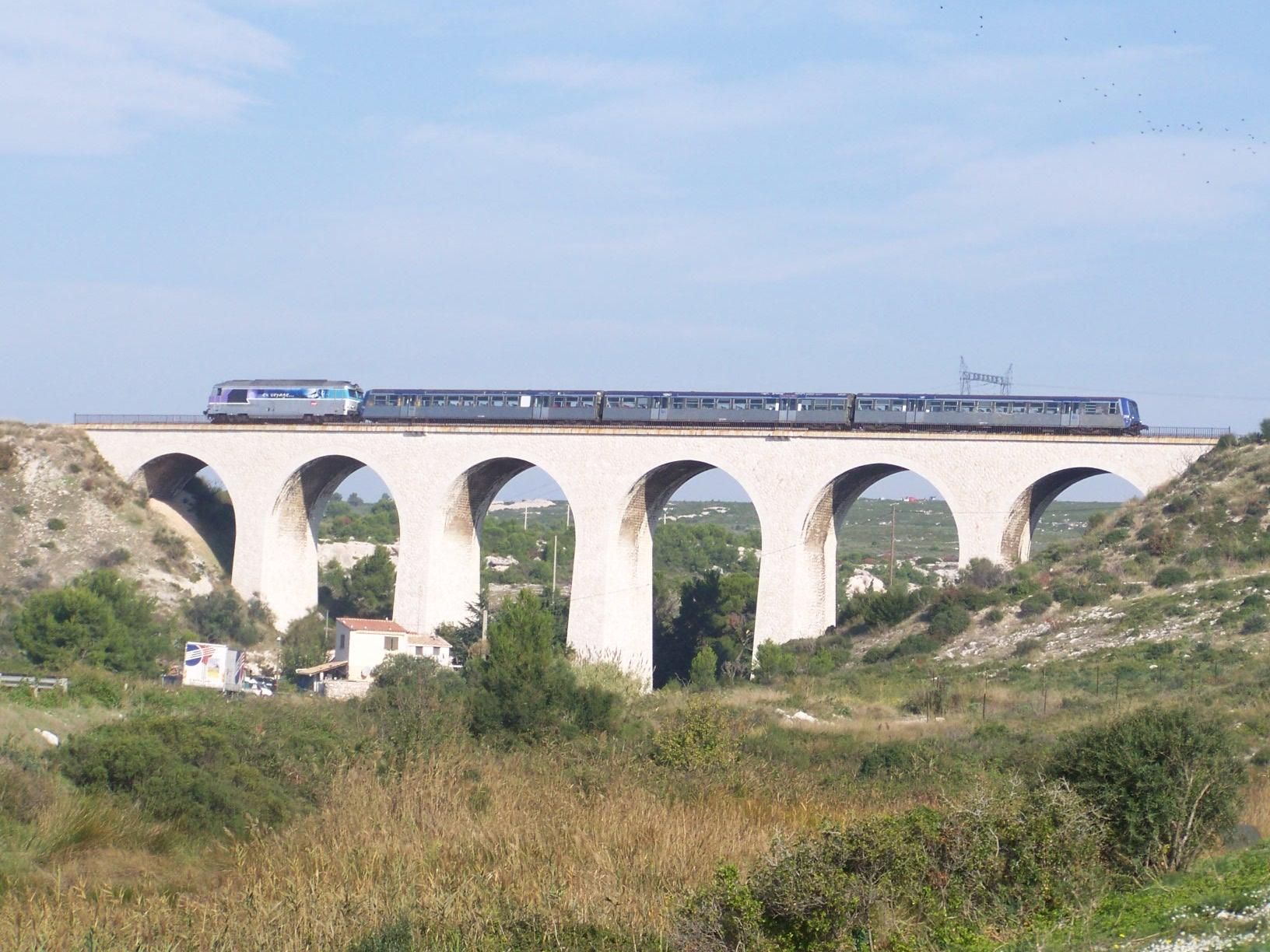
Près de la gare, un TER sur le viaduc de Lareraille en 2009.
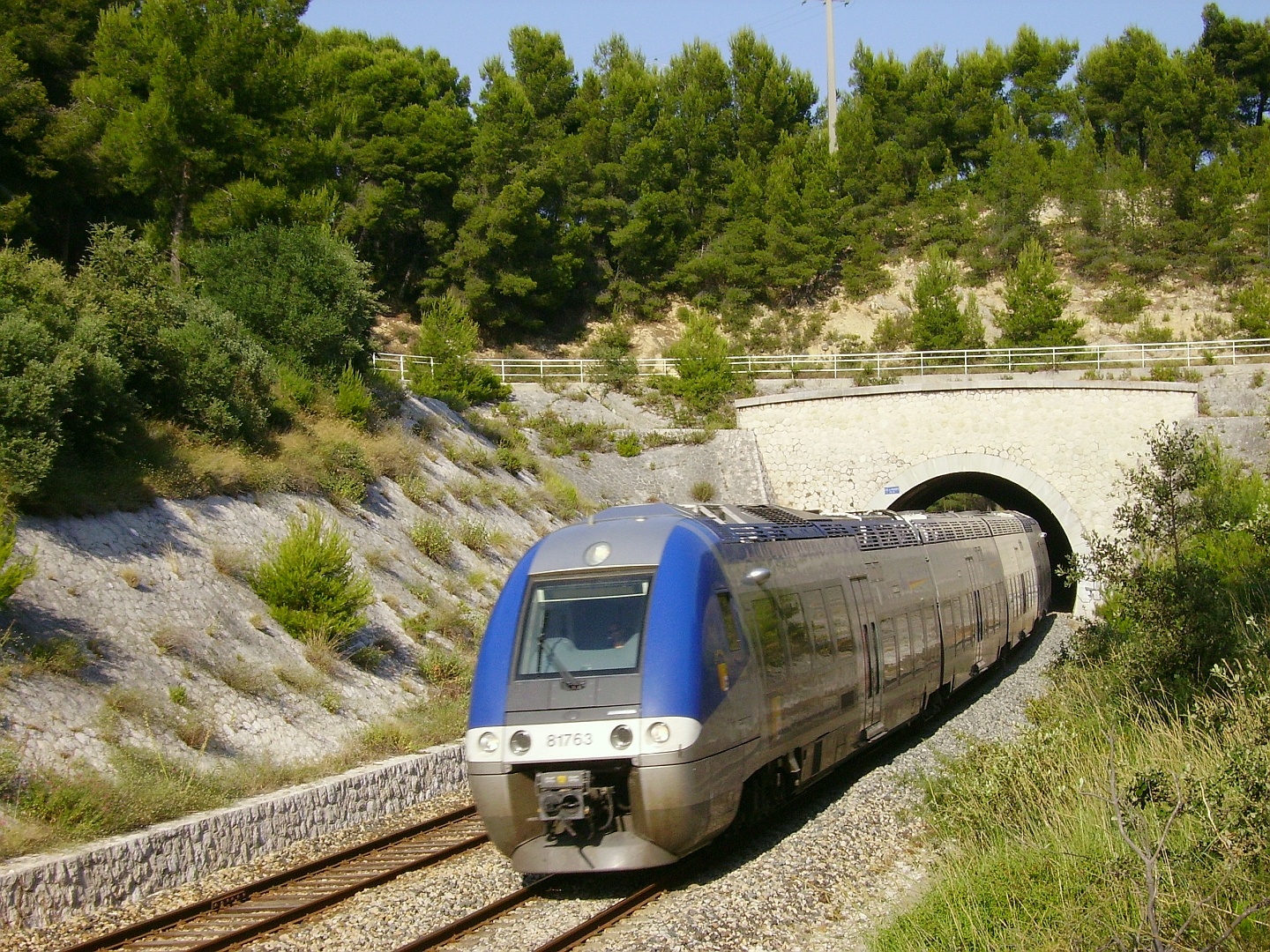
Sortant du tunnel de La Couronne, un TER en 2010.

## Histoire
La gare de La Couronne-Carro est mise en service le 15 octobre 1915 lors de l'ouverture à l'exploitation de la ligne. 

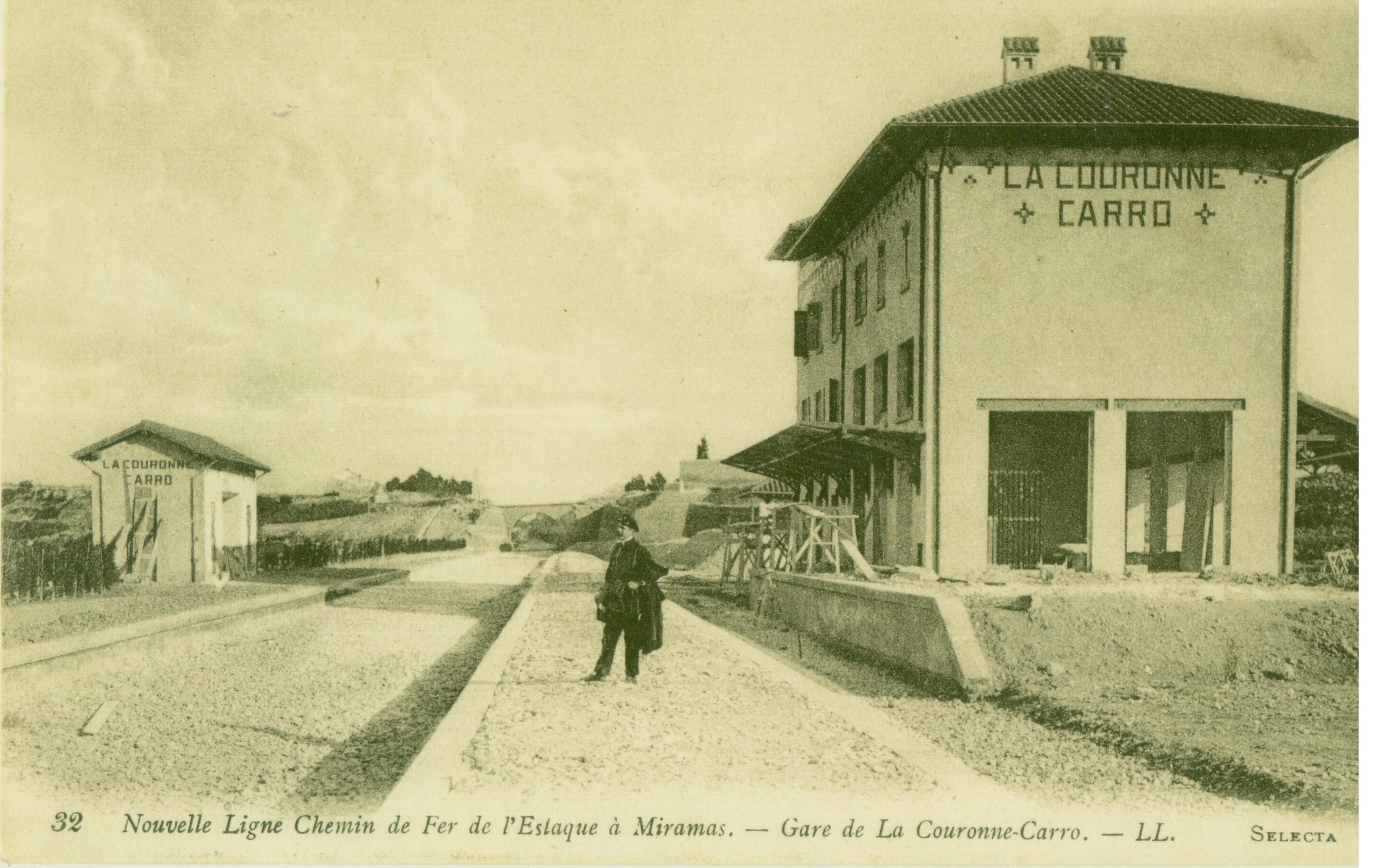
Carte Postale de la Gare de La Couronne-Carro avant son inauguration

Ne comportant aucune installation pour les marchandises, son activité est celle d'une petite gare de lointaine banlieue, donnant aux travailleurs locaux accès d'une part à Port-de-Bouc, Istres et Miramas, d'autre part à Marseille. La ligne sert par ailleurs d'itinéraire de délestage de la ligne Marseille - Miramas, assez chargée, pour les convois lents de marchandises ; mais ces trains sont sans arrêt à la Couronne.
Après la Seconde Guerre mondiale, la plage de la Couronne attire de nombreux Marseillais. La SNCF met en service, le dimanche, au service d'été, des trains entre Marseille et Port-de-Bouc : dans les années 1960, on comptera jusqu'à 4 rames de 10 voitures le dimanche matin, dont une partant de Saint-Barthélémy pour prendre en charge les voyageurs des gares jusqu'à l'Estaque.
Au début des années 1970, la ligne de Miramas à l'Estaque verra passer ses derniers trains tractés par des locomotives à vapeur 141 R. 
La désaffection due au développement de l'automobile, et la difficulté de gérer une clientèle souvent agitée, amènent la SNCF à supprimer ces dessertes : au début des années 1980 la gare de la Couronne n'est plus desservie que par 4 autorails dans chaque sens en semaine, et 3 les dimanches. Jusqu'au milieu des années 1980, un seul train direct (de nuit) pour et de Paris, malicieusement nommé « le Fosséen » en référence au noble « Phocéen » de la grande ligne voisine, faisait escale à La Couronne quotidiennement.
Détruit à la suite d'un incendie de forêt en juillet 1989, le bâtiment voyageurs n'est jamais reconstruit. Les voyageurs doivent se contenter du seul abri de quai.
La mise en place d'une desserte de type cadencée sur la ligne au service d'hiver 2008 a redonné à la gare une activité plus importante : 14 trains qui marquent quotidiennement l'arrêt en gare de la Couronne (10 les samedis et dimanches).

## Fréquentation
De 2015 à 2023, selon les estimations de la SNCF, la fréquentation annuelle de la gare s'élève aux nombres indiqués dans le tableau ci-dessous.
| Année               | 2015   | 2016   | 2017   | 2018   | 2019   | 2020   | 2021   | 2022   | 2023   |
| ------------------- | ------ | ------ | ------ | ------ | ------ | ------ | ------ | ------ | ------ |
| Nombre de voyageurs | 34 769 | 31 843 | 30 708 | 21 672 | 25 227 | 12 542 | 25 599 | 42 629 | 44 544 |

## Service des voyageurs

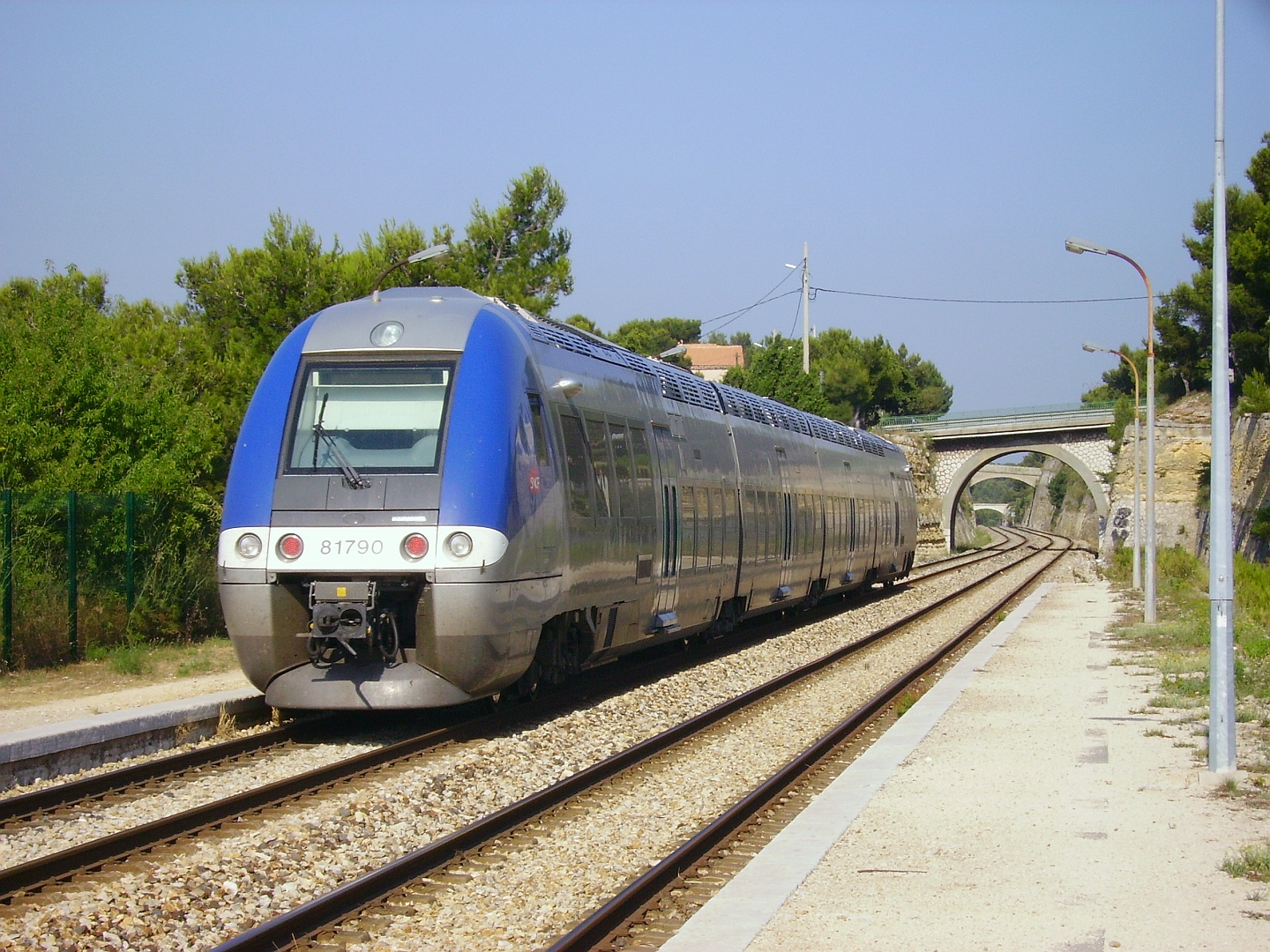
Un TER en gare en 2010.

### Accueil
C'est une halte SNCF, point d'arrêt non géré (PANG) à entrée libre

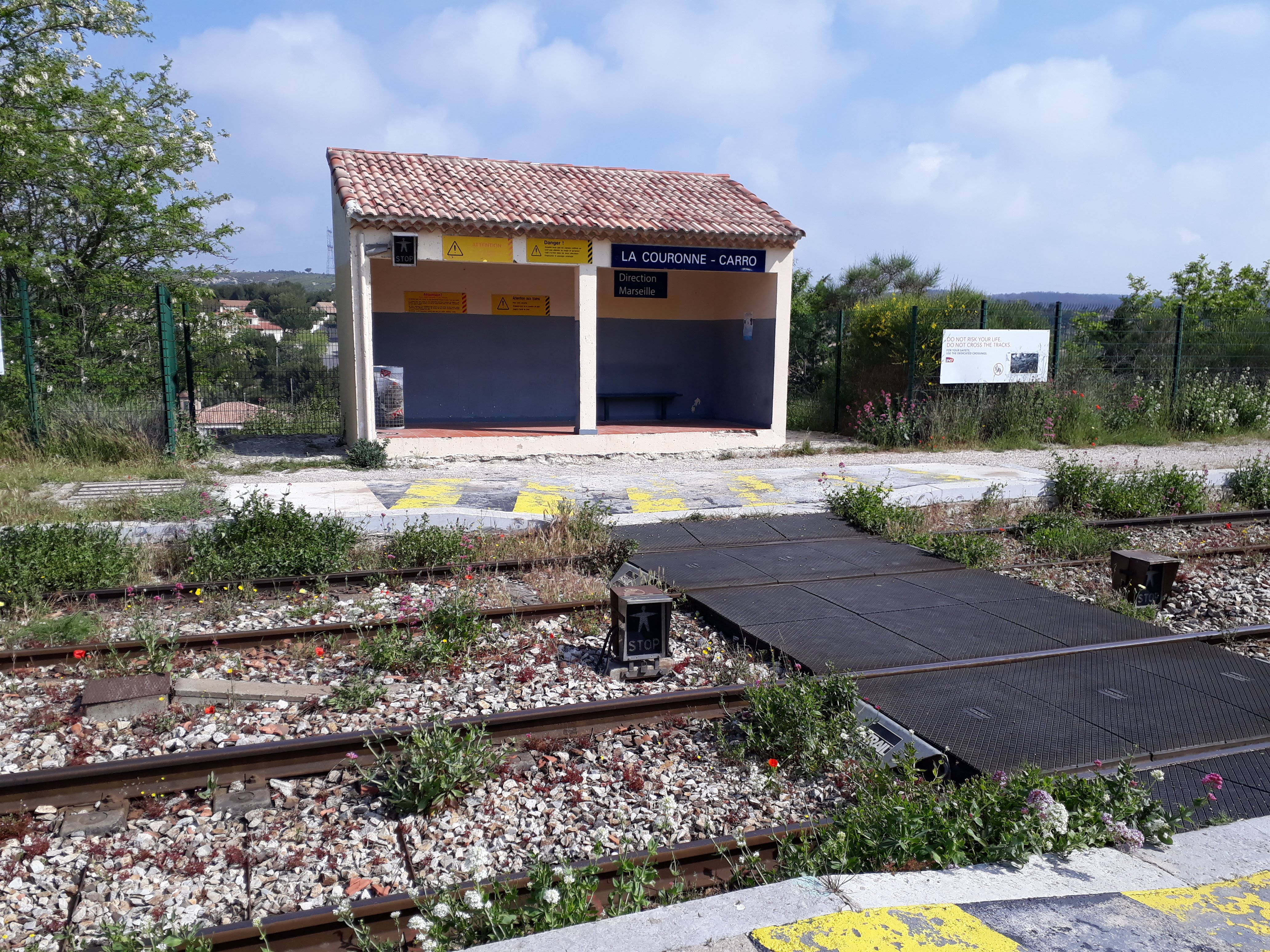
Quai direction Marseille

### Desserte
La Couronne-Carro est une halte du réseau TER Provence-Alpes-Côte d'Azur desservie par des trains régionaux de la ligne 07 Marseille-Miramas (via Port-de-Bouc).

### Intermodalité
Un parking pour les véhicules y est aménagé.
Les lignes de bus 30, 5102, 5103, 5104, 5114 et 5514 du réseau Ulysse, ainsi que les lignes de bus C425, C252 de Cartreize s'arrêtent non loin de la gare.